# Irina Nikolajewna Mileschina
Irina Nikolajewna Mileschina (russisch Ирина Николаевна Милешина; * 20. Juli 1970 in Lopatino, Oblast Pensa) ist eine frühere russische Biathletin.
Irina Mileschina lebt in Jekaterinburg. Die Soldatin begann 1987 mit dem Biathlonsport. Erstmals trat sie bei den erstmals ausgetragenen Biathlon-Europameisterschaften 1994 in Kontiolahti nennenswert in Erscheinung. Hinter Halina Pitoń und Martina Jasiková gewann sie im Einzel die Bronzemedaille, den Sprint begann sie vor Jiřina Pelcová und Kathi Schwaab. Auch im Staffelrennen triumphierte sie als Schlussläuferin gemeinsam mit Larissa Nowoselskaja und Jelena Dumnowa. Im Biathlon-Weltcup startete die Russin erstmals 1994 in Ruhpolding, wo sie als 15. eines Einzels sogleich Weltcuppunkte gewann. Zum Auftakt der Saison 1994/95 in Bad Gastein erreichte sie mit Rang drei hinter Hildegunn Mikkelsplass und Elin Kristiansen in einem Sprint ihr bestes Resultat im Weltcup. Höhepunkt der Saison wurden die Biathlon-Weltmeisterschaften 1995 in Antholz, wo Mileschina 33. im Einzel wurde. Auch 1996 wurde sie in Ruhpolding im Weltmeisterschaften-Einzel eingesetzt, das sie nun als 38. beendete. In der Saison 1996/97 trat sie zumeist im Biathlon-Europacup an und gewann die Gesamtwertung der Rennserie vor Tatjana Markowa und Iris Eckschläger. 1997 bestritt sie ihre letzten Weltcuprennen in Oberhof, bei denen Mileschina 20. des Sprints und Siebte der Verfolgung wurde. 1997 gewann sie in Windischgarsten nochmals an der Seite von Tatjana Martynowa und Albina Achatowa den Titel im Staffelrennen bei den Europameisterschaften.